# География Японии
Япония — островное государство в Восточной Азии, располагающееся на большом стратовулканическом архипелаге протяженностью более 3 000 км, находящимся у тихоокеанского побережья Азии. По расчёту национальных властей Японии, проведённому в 1987 году, Япония состояла из 6 852 островов, 430 из которых обитаемы, а остальные — нет. Понятие «остров» определяется как земля, имеющая более 100 м в окружности, если же учитывать объекты меньшего размера, которые можно считать островами, то их может быть даже более 100 000. По новому подсчёту национальных властей Японии, проведённому в 2023 году число известных островов Японии составляет 14 155.
Крупнейшими и самыми населёнными островами архипелага являются (с севера на юг): Хоккайдо, Хонсю, Сикоку, Кюсю и Окинава. По поводу некоторых островов страна имеет территориальные споры с другими государствами.

## Местоположение
Япония лежит на 36° к северу от экватора и на 138° к востоку от гринвичского меридиана. Страна располагается к северо-востоку от Китая и Тайваня (отделена от них Восточно-Китайским морем) и строго на востоке от Кореи (отделена Японским морем). К северу от Японии лежит дальневосточный регион России.

## Статистика
Площадь Японии составляет 377 976,41 км², из которых 364 546,41 км² приходится на сушу, а 13 430 км² на водную поверхность. Без спорных территорий площадь страны оценивается в 372,8 тыс.км². Япония — четвёртое по площади островное государство в мире и самое большое по площади островное государство в Восточной Азии, а также второе по населению островное государство в мире (после Индонезии). Япония занимает 6-е место в мире по протяженности береговой линии в 29 751 км и 8-е место по величине исключительной экономической зоны площадью 4 470 000 км². Рельеф Японии в основном пересеченный, около 73 % территории Японии занимают горы. Леса покрывают 68,55 % территории Японии. Единственные другие развитые страны с таким высоким процентом лесного покрова — Финляндия (73,1 %), Швеция (68,4 %) и Южная Корея (63,7). В Японии 108 действующих вулканов (10 % действующих вулканов мира), из-за активной тектоники плит в тихоокеанском вулканическом огненном кольце. Население Японии в основном проживает в межгорных долинах (в меньшей степени) и на прибрежных равнинах (в большей степени), вместе составляющих лишь около 27 % от всей территории Японии. Длинная цепь гор проходит по середине архипелага, разделяя его на две условные половины: «лицо», обращенное к Тихому океану, и «спину», обращенную к Японскому морю.

## Население
В 2019 году население Японии составляло 126 миллионов человек. Это 11-я по численности населения страна в мире и вторая по численности островная страна (после Индонезии). 81 % населения проживет на Хонсю, 10 % на Кюсю, 4,2 % на Хоккайдо, 3 % на Сикоку, 1,1 % в префектуре Окинава и 0,7 % на других японских островах. В 2021 году 91,9 % населения Японии проживало в городах. Большая часть населения Японии, около 80 миллионов человек, проживает на тихоокеанском побережье острова Хонсю в мегалополисе Тайхэйё (перетекающих один в другой городских агломерациях). Большой Токио является городской территорией, городской агломерацией и региональной агломерацией с самым большим населением в мире, с населением по состоянию на 2016 год в 38 140 000 человек.
Половина населения Японии сосредоточена в районах трех крупнейших равнин страны (Канто, Осака и Ноби) расположенных на тихоокеанском побережье острова Хонсю с центрами в Токио, Осаке и Нагое. Из-за этого возникают проблемы диспропорций в населённости страны, такие как чрезмерная перенаселённость и плотность населения крупных городов, и городских агломераций, и в свою очередь депопуляция в сельской, и малонаселённой местности.

## Экономика
Поскольку в Японии мало равнинной, пригодной к сельскому хозяйству земли, по состоянию на 2012 год, земли сельскохозяйственного назначения составляли лишь 12 % от территории Японии, часто возделываются холмы и склоны вокруг городов. Так как Япония находится в тихоокеанском вулканическом огненном кольце, то там часто ощущаются небольшие подземные толчки низкой интенсивности и лёгкая вулканическая активность. Разрушительные землетрясения случаются несколько раз в столетие. Из-за повышенной вулканической активности, в Японии находится большое количество горячих источников, называемых онсэнами, исторически широко использующихся в туристических и рекреационных целях. Почти вся обрабатывающая промышленность Японии находится в пределах мегалополиса Тайхэйё, на который в 2007 году приходился 81 % объема производства страны (около 4-5 триллионов долларов США).

## Площадь
Данные приводятся по статистическому сборнику «Япония» 2006 года, включая Бонинские острова, остров Маркуса, острова Окинатори, острова Рюкю и Вулканические острова. Власть над островами Лианкур спорна.
- общая: 377 915 км²
- суша: 374 744 км²
  - остров Хонсю: 231 100 км²
  - остров Хоккайдо: 83 456 км²
  - остров Кюсю: 42 177 км²
  - остров Сикоку: 18 790 км²
  - остров Окинава: 2275 км²
  - ирригационные земли: 25,920 км² (на 2003 год).
- вода: 3091 км²
  - особая экономическая зона: 200 морских миль (370 км)
  - территориальное море: 12 морских миль (22 км); между 3 и 12 морских миль (6 и 22 км) в международных проливах — Лаперуза, Цугару, Осуми, Восточный и Западный проходы Корейского пролива.
- Береговая линия: 29 751 км

## Территориальные споры
Согласно официальной японской позиции, южные Курильские острова, острова Лианкур и Сенкаку являются частью территории Японии. Де-факто южные Курильские острова находятся в составе России, острова Лианкур — Южной Кореи и только Сенкаку — Японии. Также правительства Китая, Южной Кореи и Тайваня считают Окинотори не островом, а рифом, не признавая исключительную экономическую зону Японии вокруг него. Следует заметить, что до 1951 года страна имела претензии на часть Антарктиды.

## Крайние точки
Самая северная точка страны — остров Бэнтэндзима, к северо-западу от мыса Соя (45°31′ с. ш.); самая южная точка — атолл Окинотори (20°25′ ю. ш.). Протяжённость территории с севера на юг — 2795,5 км. Самая западная точка — мыс Иридзаки на острове Йонагуни (122°56′ в. д.), самая восточная точка — остров Минамитори (153°59′ в. д.). Протяжённость границ с запада на восток — 2858,8 км. Самая высокая точка — вулкан Фудзияма (3776 м).

## Горы
Высочайшими горами Японии являются:
- Фудзияма (3776 м) — священная гора Японии (Санрэйдзан), являющаяся вулканом
- Кита (3193 м) — высшая точка горного хребта Акаиси
- Хотака (3190 м) — первый по высоте пик горного хребта Хида
- Яри (3180 м)
- Татэ (3015 м) — священная гора Японии (Санрэйдзан)
- Хакусан (2702 м) — священная гора Японии (Санрэйдзан), являющаяся вулканом
- Кумотори (2017 м)

## Реки
Длиннейшими реками Японии (более 250 километров) являются Синано (367 километров), Тоне (322 километра), Исикари (268 километров) и Тесио (256 километров). Всего в Японии 10 рек длиной более 200 километров (из них 8 находится на Хонсю и две на Хоккайдо), 52 реки длиной более 100 километров (из них 32 находится на Хонсю, 9 на Хоккайдо, 6 на Кюсю и 5 на Сикоку).

## Климат
Япония относится к температурной зоне с четырьмя отличающимися сезонами, её климат колеблется от холодных температур на севере до субтропических — на юге. На климат также влияют сезонные ветра, дующие с континента зимой и в обратном направлении — летом. Зимой северо-западный муссон, дующий с континента в сторону Японии, при прохождении через Японское море вбирает большое количество водяного пара с поверхности тёплого Цусимского течения, образуя наполненные влагой облака, которые натыкаются на горы на западе острова Хонсю и выпадают в виде снега на обращенное к Японскому морю, западное побережье острова Хонсю. Это приводит к природному феномену «снежной страны». Термин применяется к префектурам, расположенным на западном побережье острова Хонсю и острова Хоккайдо, которые являются одними из самых снежных населённых мест в мирe. В Японии находятся пять самых снежных городов мира: Аомори (среднегодовая толщина снежного покрова c 1981 по 2010 год — 669 см), Саппоро (597 см), Ямагата (426 см), Тояма (383 см), Акита (377 см). Сливовый дождь — сезон дождей, называемый в Японии цую (яп. 梅雨 сливовый дождь, 梅 — слива, 雨 — дождь), он длится с мая до конца июля. Из-за того, что цую в Японии приходится главным образом на летние месяцы, на тихоокеанском побережье Японии, где проживает большая часть населения Японии, в летние месяцы наблюдается эффект, во многом повлиявший на историю и развития японской нации (японская архитектура, культура онсэнов, традиционное японское лаковое искусство и т. д.), сочетания двух факторов очень высоких летних температур и очень высокой влажности.
Японию можно условно разделить на шесть климатических зон:
- Хоккайдо (яп. 北海道 Хоккайдо): относится к зоне холодных температур, на Хоккайдо долгая морозная зима и прохладное лето.
- Японское море (яп. 日本海 Нихонкай): Северо-восточный сезонный ветер зимой приносит сильные снегопады на обращённое к Японскому морю западное побережье острова Хонсю и острова Хоккайдо. Зимы мягкие с большим выпадением снега, лето менее теплое, чем в зоне Тихого океана и с малым выпадением осадков. Летом иногда наблюдаются экстремально-высокие температуры вследствие феномена Фёна.
- Центральная возвышенность (яп. 中央高地 Тюо-коти): Типичный островной климат с большим разбросом температуры зимой и летом, ночью и днем.
- Внутреннее Японское море (яп. 瀬戸内海 Сэтонайкай): Горы в регионах Тюгоку и Сикоку блокируют сезонные ветра, благодаря чему в зоне умеренный климат.
- Тихий океан (яп. 太平洋 Тайхэйё): Южно-восточный сезонный ветер с мая до конца июля приносит сезон дождей. Из-за того, что сезон дождей в Японии приходится главным образом на летние месяцы, на тихоокеанском побережье Японии, где проживает большая часть населения Японии, в летние месяцы наблюдается эффект сочетания двух факторов очень высоких летних температур и очень высокой влажности. Зимы холодные, малоснежные, лето обычно жаркое и очень влажное во время южно-восточного сезонного ветра.
- Юго-западные острова (яп. 南西諸島 Нансэй-сёто): Эта зона с субтропическим климатом. Зима тёплая, лето жаркое. Уровень осадков очень высок, что выражается в существовании сезона дождей и возникновении тайфунов.

## Природные опасности
Десять процентов мировой вулканической активности в начале 1990-х было зарегистрировано в Японии. До 1 500 землетрясений каждый год, магнитудой от 4 до 6 не являются чем-то необычным. Небольшие землетрясения происходят ежедневно в разных частях страны, вызывая вздрагивание зданий.
Япония пережила несколько крупнейших землетрясений:
- 1 сентября 1923 года произошло великое землетрясение Канто (магнитуда 8,3), наиболее пострадавшие города Токио и Йокогама — погибли сотни тысяч (542 тысячи человек до сих пор числятся пропавшими без вести, 143 тысяч человек — погибшими), около миллиона осталось без крова в результате возникших пожаров.
- 17 января 1995 года произошло землетрясение в Кобе (магнитуда 7,3), погибло 6434 человек.
- 11 марта 2011 года у северо-восточного побережья произошло сильнейшее в истории Японии и четвёртое зарегистрированное по силе в мире землетрясение магнитудой 9,1. Землетрясение вызвало разрушительное цунами. Больше всего пострадала префектура Мияги и город Сендай, где высота гребня волны достигла 40,5 м.[44][45][46][47][48][49] По официальным данным, 19747 человек погибли, 6242 человека получили ранения, 2556 человек пропали без вести.[50][51]

Из-за частых землетрясений Япония стала мировым лидером по изучению и предсказанию землетрясений.
Другой природной опасностью являются тайфуны (яп. 台風 тайфу), которые приходят в Японию из Тихого океана.

## Животный мир
Животный мир Японии, вследствие её островного расположения, беднее, чем в материковой Азии.